# Akademiska roddföreningen

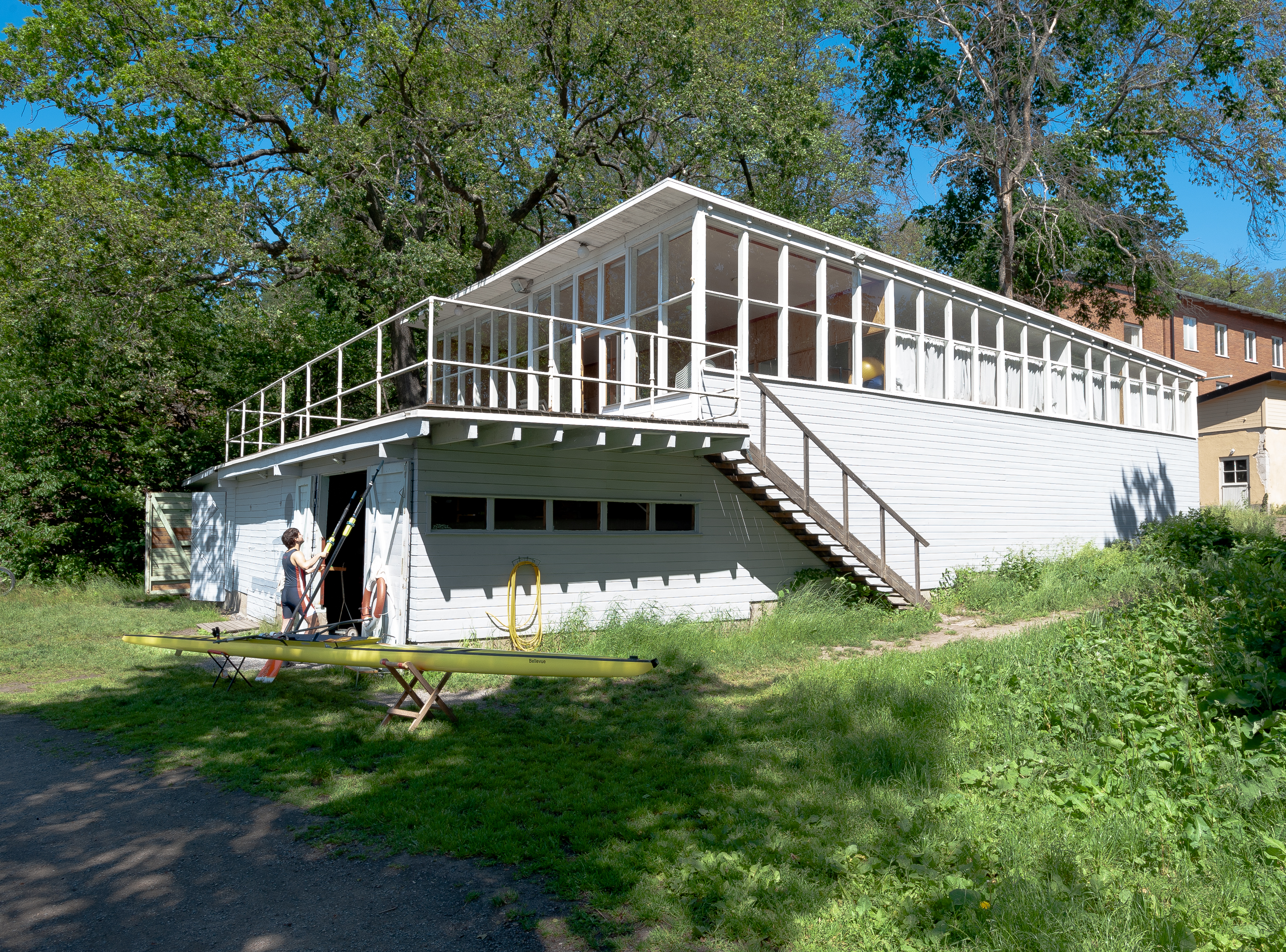
Akademiska roddföreningens klubbhus vid Brunnsviken, Stockholm. Byggt 1934. Arkitekter Folke Löfström och Lage Knape.

Akademiska roddföreningen (ARF) är en roddklubb i Frescati hage vid Brunnsviken i Stockholm. Föreningen grundades 1929 av studenter. Den tar emot som medlemmar både studenter och icke-studenter och bedriver verksamhet från nybörjar- till tävlingsnivå. ARF är medlem i Svenska Roddförbundet.

## Historik
Föreningen bildades 1929 av studenter från Kungliga Tekniska högskolan, Stockholms universitet, Karolinska institutet och Veterinärhögskolan.

## Nutid
Föreningens medlemmar är både studenter och icke-studenter. Verksamheten bedrivs  från nybörjar- till tävlingsnivå. Sedan 2015 har föreningen väckt liv i universitetsrodden i Stockholm med lag från Kungliga Tekniska högskolan, Karolinska institutet och Stockholms universitet.

## Klubbhuset
Under föreningens första år användes ett trähus på Veterinärhögskolans tomt som klubbhus. Initiativ till ett nytt klubbhus togs och pengar och en tomt i Frescati hage vid Brunnsvikens strand ordnades. En arkitekttävling på Kungliga Tekniska högskolan anordnades som övning för studenter vilken vanns av Folke Löfström. Huset, ritat i funkis, byggdes 1934 och färdigställdes 1935 då den högtidliga invigningen skedde.

## Kända medlemmar
- Bo P. Kaiser var tävlingsroddchef åren 1942–1943.